# Бромат ртути(II)
Бромат ртути(II) — неорганическое соединение,
соль ртути и бромноватой кислоты 
с формулой Hg(BrO3)2,
бесцветные кристаллы,
слабо растворяется в воде.

## Получение
- Обменная реакция кислого раствора нитрата ртути(II) и бромата натрия:

{\displaystyle {\mathsf {Hg(NO_{3})_{2}+2NaBrO_{3}\ {\xrightarrow {}}\ Hg(BrO_{3})_{2}\downarrow +2NaNO_{3}}}}

## Физические свойства
Бромат ртути(II) образует бесцветные кристаллы.
Слабо растворяется в воде.
Образует кристаллогидрат состава Hg(BrO3)2•2H2O — кристаллы
ромбической сингонии,
пространственная группа P 212121,
параметры ячейки a = 0,62194 нм, b = 0,93139 нм, c = 1,2529 нм, Z = 4,
структура типа бромата кадмия
.